# Mystacophorus mystax
Mystacophorus mystax là một loài bọ cánh cứng trong họ Cerambycidae.